# 磯ノ浦
磯ノ浦（いそのうら）は和歌山県和歌山市の二里ヶ浜にある海水浴場。

## 概要
京阪神間では最も近いサーフィンのできる海水浴場として知られている。大阪からの海水浴場客の間では「イソコ」と呼ばれている。地元民はそのまま「いそのうら」と呼ぶ。日本製鉄の関西製鉄所和歌山地区近くに位置する。

## アクセス
- 南海電鉄加太線磯ノ浦駅下車。
- 付近には極めて道幅が狭い道路が多いため、車で訪れる際は注意が必要である。

座標: 北緯34度15分38.1秒 東経135度5分21.8秒 / 北緯34.260583度 東経135.089389度